# Каштановый гриб
Гиропо́рус кашта́новый (лат. Gyroporus castaneus), — вид трубчатых шляпочных грибов рода Гиропор (Gyroporus) семейства Гиропоровые (Gyroporaceae). Имеет сходство с белым грибом, но ножка имеет коричневатый цвет и полая либо с пустотами. 
Синонимы
- Латинские:
  - Boletus castaneus Bull. 1787basionym
  - Leucobolites castaneus (Bull.) Beck 1923
- Русские: каштановый гриб, каштановик, заячий гриб, песочный гриб

## Описание
Шляпка от выпуклой до плоской, диаметром 3—8 см, красновато-бурая, каштановая, в молодом возрасте бархатистая, позже гладкая. 
Мякоть белая, окраска на изломе не меняется, имеет слабый запах и вкус лесного ореха. 
Ножка цилиндрическая или слегка утолщённая у основания, сначала сплошная, затем в ней появляются полости. Цвет близкий к цвету шляпки или немного светлее. Размеры 3,5—8 × 0,8—3 см 
Трубочки короткие (до 0,8 см), свободные, сначала (у молодого гриба) белые, у более старого — кремово-жёлтые, при надавливании на них остаются бурые пятна. Поры мелкие, округлые или овальные.
Споровый порошок желтоватый. Споры 10 × 5 мкм, овальные, гладкие.

### Изменчивость
Шляпка бывает разных оттенков — от светло-каштанового или оранжево-коричневого до красновато-бурого.

## Экологияи распространение
Образует микоризу в основном с лиственными деревьями (дуб, бук, каштан), но иногда и с хвойными (сосна). 
Распространен в светлых лиственных (обычно широколиственных) и смешанных лесах, на опушках. Произрастает как правило на песчаных почвах. 
Плодоносит одиночно или небольшими группами. 
Встречается преимущественно в более южных областях северной умеренной зоны, от Франции до Дальнего Востока, везде редок. В России — на юге европейской части, на Кавказе, в Западной Сибири и на Дальнем Востоке. Вид включён в Красную книгу России. 
Сезон июль — сентябрь.

## Сходные виды
Гиропорус синеющий (синяк), также имеет полую ножку, но на изломе синеет. 

## Употребление
Съедобен, хорошего качества, но при варке может приобретать горьковатый вкус. Годится в основном для сушки, при которой горечь исчезает. Не похож на ядовитые грибы.